# Måndagsgruppen (förening för andliga sökare)
Måndagsgruppen var en förening för offentliga föredrag och samtal om andliga frågor. Den grundades av bokhandlaren och teosofen Jan Erik Janhammar 1951 och var verksam in på 1990‑talet med möten på måndagar i Stockholm de flesta av årets måndagar, sammanlagt mer än 1 500 arrangemang. Måndagsgruppen tog upp marginella idéer som reinkarnation, och talarna företrädde ofta små nyandliga rörelser, men vid mötena talade stundom föredragshållare från den akademiska världen som professor Åke Hultkrantz och från svenska kyrkan som biskop Krister Stendahl.
Denna förening med namnet Måndagsgruppen skall ej förväxlas med den musikaliska sammanslutningen Måndagsgruppen, som verkade på 1940‐talet och saknar samband med Jan Erik Janhammars förening.